# Herbert Jennings Rose
Herbert Jennings Rose (Ontario, 5 de mayo de 1883 - Saint Andrews, 31 de julio de 1961) fue un filólogo y helenista británico de origen canadiense.

## Biografía
Rose se licenció en Artes por la Universidad de Oxford. Fue profesor de griego en algunas prestigiosas universidades británicas (Universidad de Gales y Universidad de St. Andrews), siendo recordado como el autor de un manual de mitología griega (Manual de la mitología griega), publicado en 1928, que fue el libro de texto en la mitología clásica para generaciones de estudiantes en el mundo anglosajón. Con su estilo claro y su conocimiento de la mitología clásica, la antropología y el folclore, fue autor de numerosos libros sobre estos temas.
Fuera de los países anglosajones, sin embargo, las ideas de Rose se consideran obsoletos desde hace algún tiempo, en relación con la vieja concepción de la escuela primitivista[cita requerida]. Por esta razón, Rose se ha convertido durante años en foco de controversia con el lingüista francés Georges Dumézil [cita requerida], cuyas interpretaciones de la religión romana estaban en marcado contraste con las ideas de primitivismo de Rose.

## Obra
- Primitive Culture in Greece (1925)
- Primitive Culture in Italy (1926)
- A Handbook of Greek Mythology (1928)
- Modern Methods in Classical Mythology (1930)
- A Handbook of Greek Literature from Homer to Lucian (1934)
- Hygini Fabulae (1934)
- Ancient Greek Religion (Londres, 1948)
- Ancient Roman Religion (Londres, 1949)
- A Handbook of Latin Literature (1954)
- Gods and Heroes of the Greeks (1957)
- A Commentary on the surviving plays of Aeschylus (1958)
- Outline of Classical Literature for Students of English (1959)